# Alessandro Mercuri
Pour les articles homonymes, voir Mercuri.
Alessandro Mercuri est un écrivain et réalisateur franco-italien né en 1973.

## Biographie
Après des études de philosophie en France, il a poursuivi des études de cinéma aux États-Unis où il a obtenu un Master of Fine Arts du California Institute of the Arts.
En 2001, il a réalisé Alien American, documentaire sur une femme prétendant venir d’une autre planète. Sélectionné au Festival international du film de Rotterdam, et projeté à la Gallery 825 du Los Angeles Art Association, le film est selon la critique américaine Holly Willis (en) « ni un faux documentaire, ni une vraie fiction, qui refuse la hiérarchie des faits sur la fiction et révèle à quel point la fantasmagorie extraterrestre est constitutive de l’imaginaire collectif américain. »
Il a publié en 2008, Kafka Cola, sans pitié ni sucre ajouté. Décrit par la critique comme un “ovni littéraire”, une "fiction méga-moderne" ou encore un “traité de sociologie romanesque”, l’ouvrage est salué à sa sortie par Philippe Sollers.
Paru en 2014, Le Dossier Alvin, sous-titré "enquête, archives, photographies", est un récit explorant les missions scientifiques et militaires d'Alvin, un submersible de la US Navy. D'après Marie-Jeanne Zenetti, l'ouvrage « formule directement, sur le mode poétique, cette idée de l'écriture comme réinvestissement fantasmatique des documents d'archives. » Selon Jean-Paul Gavard-Perret, « La dérive proposée par l'auteur crée une nomadisation de l'esprit, une irrigation surréaliste du réel en un mouvement quasi politique de grande amplitude. » Enfin, pour Christophe Claro, le livre « joue le jeu instable de l'enquête enchantée, et le joue avec intelligence, virtuosité et liberté. »
Alessandro Mercuri fonde en 2011 avec Haijun Park, ParisLike, une revue numérique de création, bilingue, consacrée aux nouvelles pratiques artistiques, littéraires, intellectuelles et scientifiques. ParisLike présente des documentaires vidéo, des entretiens et des textes critiques, en français et en anglais. On y trouve entre autres des documentaires, entretiens et captations de performances avec  Pierre Guyotat, Bruno Latour, Luc Moullet, Philippe Sollers, Bertrand Hell, Peter Szendy, Yehezkel Ben-Ari, Luc Ferrari, Michel Maurer, eRikm, Pascal Perrineau, Serge Lehman, Jean Levi, Camille Paglia, Anita Molinero, Paul de La Panouse...
Il est l'auteur de photomontages publiés en magazines et revues dont celui sur Guy Debord - La Roue de la Fortune (2008), objet de conférence à la BnF et repris en film dans La Fille du 14 juillet d'Antonin Peretjatko.

## Publications

### Livres
- Holyhood, récit, éditions art&fiction, collection ShushLarry, 2019  (ISBN 978-2-940570-55-3)
- Le dossier Alvin, récit, éditions art&fiction, collection Re:Pacific, 2014  (ISBN 978-2-940377-78-7)
- Peeping Tom, essai, éditions Léo Scheer, 2011  (ISBN 978-2-7561-0306-8)
- Kafka Cola, sans pitié ni sucre ajouté, essai, éditions Léo Scheer[11], 2008  (ISBN 978-2-7561-0156-9)

### Articles
- Dans l’éventualité d’un désastre sur la Lune in D-Fiction, 2022
- Dix coups de dés et trente-six chandelles in La Couleur des jours no 40, 2021  (ISSN 2235-0063)
- Arthur Rambo, éditions art&fiction, collection Varia, 2020
- Dream analytica in La moitié du fourbi no 11, 2020  (ISSN 2425-6374)
- Chronique d'un arbre à la peau d'argent in DéCAMERA, 2020
- Les citrons de Heem in D-Fiction, 2018
- Action poétique, éditions art&fiction, collection Varia, 2019
- Welcome to Elvis Island in Aloha, éditions art&fiction, collection Re:Pacific, 2016
- Soccer Removal in D-Fiction, 2016
- Paréidolie martienne in La moitié du fourbi no 3, 2016  (ISSN 2425-6374)
- Hommage à Daniel Arasse in Inferno no 6, 2016  (ISSN 2258-6474)
- Merlin Remix in In medias res no 3, éditions art&fiction, 2014  (ISSN 2296-4487)
- Monsieur Ces Maintenants in L’Infini no 122, éditions Gallimard[12], 2013  (ISBN 978-2070140381)
- Aix-voto in ParisLike, 2013  (ISSN 2117-4725)
- L'assassinat d'Apollinaire in ParisLike, 2013  (ISSN 2117-4725)
- Dallas, city of Hate in ParisLike, 2013  (ISSN 2117-4725)
- French Cucul in ParisLike, 2012  (ISSN 2117-4725)
- Toxic Dream sur l'œuvre récente d'Anita Molinero in ParisLike, 2012  (ISSN 2117-4725)
- Kino-Porno-Pravda, un pornographe à la caméra sur Il n’y a pas de rapport sexuel de Raphaël Siboni avec HPG in ParisLike, 2012  (ISSN 2117-4725)
- Les aventures de Jesús Maria Veronica à Holyhood in ParisLike, 2011  (ISSN 2117-4725)
- Mad(e) in France - La Terre de la folie de Luc Moullet in ParisLike, 2011  (ISSN 2117-4725)
- Kiss Me Deadly in Rouge déclic no 1, éditions La Page noire, 2010  (ISSN 2104-0966)
- Mondo Kawaii in Écrivains en série (saison 2), éditions Léo Scheer, collection "Laureli", 2010  (ISBN 978-2-7561-0269-6)
- Onfray, Sade et Sarkozy - Le bon, l’obscène et le vulgaire  in L'Infini no 109, éditions Gallimard[13], 2010  (ISBN 978-2-07-012797-9)